# Catonephele esite
Catonephele esite är en fjärilsart som beskrevs av Felder 1869. Catonephele esite ingår i släktet Catonephele och familjen praktfjärilar. Inga underarter finns listade i Catalogue of Life.